# Mulundu
Mulundu es un departamento de la provincia de Ogooué-Lolo en Gabón. En octubre de 2013 presentaba una población censada de 27 750 habitantes. Su chef-lieu es Lastoursville.
Se encuentra ubicado en el centro-este del país, en el área montañosa de los montes Chaillu, ocupando la mitad oriental de la provincia. El río Ogooué fluye por el departamento, y en su territorio se halla la desembocadura de su afluente el río Sébé.

## Subdivisiones
Contiene seis subdivisiones de tercer nivel (población en 2013):
- Comuna de Lastoursville (11 990 habitantes)
- Cantón de Lassio-Sébé (7270 habitantes)
- Cantón de Léyou (4360 habitantes)
- Cantón de Ogooué-Amont (587 habitantes)
- Cantón de Ogooué-Aval (2394 habitantes)
- Cantón de Poungui (1149 habitantes)